# Grand Prix moto du Japon 1963
Le Grand Prix moto du Japon 1963 est la douzième manche du Championnat du monde de vitesse moto 1963. L'épreuve s'est déroulée du 8 novembre au 10 novembre 1963 sur le Circuit de Suzuka.
C'est la deuxième édition du Grand Prix moto du Japon.

## Classement catégorie500cm3
Pas de course dans cette catégorie lors de l'édition de 1963

## Classement catégorie350cm3
Seuls trois pilotes Honda se présentent dans cette catégorie. L'épreuve est retirée du championnat du monde.
| Pos | Pilote         | Constructeur | Temps/Écart | Points |
| --- | -------------- | ------------ | ----------- | ------ |
| 1   | Jim Redman     | Honda        | ?           |        |
| 2   | Isao Yamashita | Honda        | + ?         |        |
| 3   | Luigi Taveri   | Honda        | + ?         |        |

## Classement catégorie250cm3
| Pos | Pilote            | Constructeur | Temps/Écart       | Points |
| --- | ----------------- | ------------ | ----------------- | ------ |
| 1   | Jim Redman        | Honda        | 1 h 01 min 34 s 3 | 8      |
| 2   | Fumio Ito         | Yamaha       | +0 s 1            | 6      |
| 3   | Phil Read         | Yamaha       | +17 s 9           | 4      |
| 4   | Tarquinio Provini | Morini       | +1 min 05 s 5     | 3      |
| 5   | Luigi Taveri      | Honda        | +1 min 37 s 4     | 2      |
| 6   | Isamu Kasuya      | Honda        |                   | 1      |
| 7   | ...               | ...          |                   |        |

## Classement catégorie125cm3
| Pos | Pilote        | Constructeur | Temps/Écart   | Points |
| --- | ------------- | ------------ | ------------- | ------ |
| 1   | Frank Perris  | Suzuki       | 53 min 11 s 9 | 8      |
| 2   | Jim Redman    | Honda        | +4 s          | 6      |
| 3   | Ernst Degner  | Suzuki       | +12 s 9       | 4      |
| 4   | Tommy Robb    | Honda        | +13 s 6       | 3      |
| 5   | Hugh Anderson | Suzuki       | +55 s 5       | 2      |
| 6   | Mitsuo Itoh   | Suzuki       | +1 min 32 s 8 | 1      |
| 7   | ...           | ...          |               |        |

## Classement catégorie50cm3
| Pos | Pilote           | Constructeur | Temps/Écart   | Points |
| --- | ---------------- | ------------ | ------------- | ------ |
| 1   | Luigi Taveri     | Honda        | 41 min 34 s 7 | 8      |
| 2   | Hugh Anderson    | Suzuki       | +34 s 1       | 6      |
| 3   | Shunkishi Masuda | Suzuki       | +1 min 00 s 9 | 4      |
| 4   | Michio Ichino    | Suzuki       |               | 3      |
| 5   | Sadao Shimazaki  | Honda        |               | 2      |
| 6   | Mitsuo Itoh      | Suzuki       |               | 1      |
| 7   | Ernst Degner     | Suzuki       |               |        |
| 8   | ...              | ...          |               |        |